# Mujo Musagić
Mujo Musagić (Tomislavgrad, 10. travnja 1947.), književnik.
U rodnom gradu završio je osnovnu školu i gimnaziju, a Višu pedagošku školu završava u Mostaru. Fakultetsko obrazovanje stječe u Sarajevu, gdje živi i radi od 1978. godine.
Musagić duži niz godina obavlja poslove direktora i glavnog i odgovornog urednika Prosvjetnog lista, informativnog i stručnog glasila radnika u obrazovanju. Član je Društva pisaca Bosne i Hercegovine. i Bošnjačkog društva pisaca.

## Djela
- U Nigdjezemlji grad Nigdjegrad, Kulturno-prosvjetna zajednica, poezija, Duvno, 1969.
- Gorka izdaja trava, poezija, "Drugari", Sarajevo, 1992.
- Stakleni dani, poezija, "Polet" i "Prosvjetni list", Sarajevo, 1997.
- Soba, poezija, "Sarajevo Publishing", Sarajevo, 1998.
- Baš nešto mislim, poezija za djecu, "Hromadžić company", Sarajevo, 2002.
- Ručak na Blekinom Potoku i druge priče iz opsjednutog grada, priče, "Sarajevo Publishing", Sarajevo, 2003.
- Šta će sad raditi prsti, poezija, "Bosanska riječ", Tuzla, 2005.
- Peripatos kraj Miljacke, poezija, "Zalihica", Sarajevo, 2007.
- Sunce je ozbiljna zvijezda, poezija, "Dobra knjiga", Sarajevo, 2010.
- "Leteći tanjir" iznad Vranića doca, priče za djecu i mlade, "Planjax", Tešanj, 2015.
- Druga konferencija ptica, poezija, "Dobra knjiga", Sarajevo, 2015.
- Na kraju umornog vijeka, poezija, "Planjax", Tešanj, 2016.
- Evo prešli smo rijeku, poezija, "Planjax", Tešanj, 2017.
- Listopadna pjesma ljubavna, poezija, "Planjax", Tešanj, 2018.
- Opet će se pisati soneti, poezija, Društvo pisaca BiH, Sarajevo, 2020.[3][4][5]
- U kvaru su nam ogledala, poezija, "Planjax", Tešanj, 2021.
- Stalo vrijeme u red za pjesmu, izabrane pjesme, Dobra knjiga, Sarajevo, 2022.
- Mjeseca plavog najmlađi sin, poezija, Društvo pisaca, Sarajevo, 2023.
- Polje me moje prevarilo, izdanje "100 knjiga bošnjačke književnosti", BZK "Preporod", Sarajevo, 2023.